# 드라마투르기
드라마투르기(Dramaturgy)는 연극의 구성과 연극의 주요 요소를 무대에서 표현하는 방법을 연구하는 학문이다. 한국어로는 연극법, 극작술 등으로 번역된다.
이 용어는 고트홀트 에프라임 레싱(Gotthold Ephraim Lessing)의 시조 작품 함부르크 드라마투르기(Hamburg Dramaturgy, 1767–69)에 처음 등장한다. 레싱은 함부르크 국립극장에서 세계 최초의 극작가로 활동하면서 극의 원리에 관한 이 에세이집을 작곡했다. 드라마투르기(Dramaturgy)는 연극 쓰기 및 연출과 구별되지만 세 가지가 한 개인에 의해 실행될 수 있다. 일부 극작가는 극을 만들 때 글쓰기와 극작술을 결합한다. 다른 사람들은 극작가라고 하는 전문가와 협력하여 작품을 무대에 맞게 조정한다.
드라마투르기는 "이야기를 실행 가능한 형식으로 조정하는 것"으로 광범위하게 정의될 수도 있다. 드라마트루기는 공연 작업의 토대와 구조를 제공한다. 극작가의 전략은 극화에서 교차 문화적 기호, 장르, 이데올로기, 성별 및 인종 표현에 대한 질문 등에 대한 연극 및 영화의 역사적 언급을 통해 현재 시대 정신을 반영하도록 내러티브를 조작하는 것이다.

## 행동
드라마투르기는 연극이 존재하는 맥락을 포괄적으로 탐색하는 것이다. 극작가는 행동이 일어나는 물리적, 사회적, 정치적, 경제적 환경, 캐릭터의 심리적 토대, 주제별 관심사를 다루는 다양한 은유적 표현뿐만 아니라 작문으로서 연극의 기술적 고려(구조, 리듬, 흐름, 심지어 개별 단어 선택까지)한다.
기관 극작가는 연극 제작의 여러 단계에 참여할 수 있다. 진행 중인 제작물에 대한 사내 비평 제공 연극의 역사와 현재의 중요성에 대해 감독, 출연진 및 청중에게 알린다. 미국에서는 이러한 유형의 드라마투르기(dramaturgy)를 프로덕션 드라마투르기(Production Dramaturgy)라고 한다. 기관 또는 프로덕션 극작가는 연극의 역사 또는 사회적 맥락에 대한 자료 파일을 만들고, 프로그램 노트를 준비하고, 후반 작업 토론을 이끌거나, 학교 및 그룹을 위한 학습 가이드를 작성할 수 있다. 이러한 조치는 감독이 텍스트 및 연기 비평, 공연 이론 및 역사적 연구를 프로덕션에 통합하는 데 도움이 될 수 있다.

## 같이 보기
- 서사 구조